# هلن اسلیتر
هلن اسلیتر (انگلیسی: Helen Slater؛ زادهٔ ۱۵ دسامبر ۱۹۶۳) هنرپیشه و خواننده اهل ایالات متحده آمریکا است. وی از سال ۱۹۸۲ میلادی تاکنون مشغول فعالیت بوده‌است.
از فیلم‌هایی که وی در آن نقش داشته‌است می‌توان به سوپرگرل، نفرین داونرز گراو، راز موفقیت من، با هم خوشبخت، هیچ راهی برای بازگشت نیست اشاره کرد.